# 庫圖濟夫卡 (韋謝利諾韋區)
47°19′46″N 30°56′38″E / 47.32944°N 30.94389°E
庫圖濟夫卡（烏克蘭語：Кутузівка），是烏克蘭南部的村莊，隸屬尼古拉耶夫州的沃茲涅先斯克區。該村始建於1870年，面積0.55平方公里，海拔高度84米，2001年人口157，人口密度每平方公里285.5人。